# Плоска Могила
Пло́ска Моги́ла (болг. Плоска могила) — село в Старозагорській області Болгарії. Входить до складу общини Стара Загора.

## Населення
За даними перепису населення 2011 року у селі проживали 278 осіб, з них 174 особи (97,2%) — болгари.
Розподіл населення за віком у 2011 році:
Динаміка населення: